# The Pipettes
The Pipettes waren eine Band aus Brighton, England. Markenzeichen der drei Frontfrauen waren gepunktete Kleider, enge hochhackige Schuhe und eine synchronisierte Choreographie bei den Bühnenshows. Zusätzlich gab es noch die Männerformation „The Cassettes“, die als Backing Band den Gesang unterstützte und in der auch der Manager der Gruppe Bobby Barry spielte.
Obwohl die Musik der Pipettes an Girlgroups der 1950er- und 1960er-Jahre erinnerte, versuchten sie, sich von einer einfachen Fortsetzung zu entfernen. Die oftmals bissigen Texte wurden in einen Kontrast zu harmonischen Melodien gesetzt.

## Bandgeschichte
Ihr Manager Bobby Barry gründete die Gruppe 2004 mit der Intention, den traditionellen Phil-Spector-Pop wiederzubeleben und ihn um moderne Elemente zu erweitern. Weitere musikalische Einflüsse sind Girlgroups der 1960er-Jahre und Motown.
Das Gründungsmitglied Julia stieg im Frühjahr 2005 aus und wechselte zur Band The Indelicates.
Im Sommer 2005 erschienen einige limitierte Vinyl-Veröffentlichungen: zunächst School Uniform bei Unpopular Records, danach ABC bei Transgressive. Im Anschluss gelang es den Pipettes, einen Vertrag mit Memphis Industries abzuschließen, wo unter anderem auch The Go! Team unter Vertrag sind. Die Pipettes veröffentlichten in der Folge ihre erste auflagenstarke Single und spielten mit Bands wie The Magic Numbers und British Sea Power.
Im Juni 2006 begann eine englandweite Tour der Band. Das Debütalbum We are the Pipettes wurde am 17. Juli 2006 veröffentlicht und wurde mit Unterstützung von Andy Dragazis und Gareth Parton in den ersten beiden Monaten 2006 aufgenommen. Die erste Single-Auskopplung Dirty Mind erreichte Platz 61 der UK Charts; der Nachfolger Your Kisses are Wasted on Me (veröffentlicht am 27. März 2006) schaffte es bis auf Platz 35. Die Single Pull Shapes, die am 15. Mai 2006 auf BBC 1 zuerst gespielt und am 3. Juli 2006 veröffentlicht wurde, stieg auf Platz 26 in die UK Charts ein.
Am 18. April 2008 wurde auf der offiziellen Website der Band bekanntgegeben, dass die Sängerinnen Rose Dougall und Rebecca Stephens die Band verlassen, „um sich anderen Musikprojekten zuzuwenden“. Ersetzt wurden die beiden Sängerinnen durch Gwenno Saunders’ Schwester Ami Saunders und Anna McDonald. Dies bedeutete, dass kein weibliches Mitglied der Band aus der Urformation (Julia, Rose, Becki) mehr vorhanden war. Im Juni 2007 hatte der Originalschlagzeuger Joe Lean bereits die Band verlassen. Schlagzeuger Jason Adelinia ersetzte ihn für fast ein Jahr, bevor er die Band ebenso verließ und durch Alex White ersetzt wurde. Anna McDonald wurde Anfang 2009 durch Beth Mburu-Bowie ersetzt, bevor auch sie die Band verließ und nur noch zwei weibliche Mitglieder übrig blieben. Die beiden Saunders-Schwestern nahmen zusammen das zweite Album Earth vs. The Pipettes auf, welches am 28. Juni 2010 erschien. Kurze Zeit später löste sich die Band offiziell auf.

## Erwähnenswertes
Alle weiblichen Bandmitglieder gaben offiziell als Familiennamen „Pipette“ an. Mittlerweile sind die wirklichen Namen aller Mitglieder bekannt.
Sängerin Rose Dougall schätzte die Band musikalisch so ein: „I suppose […] we’ve obviously got all the late 50s/early 60s girl bands as a starting point, but around that there’s stuff before and all the way up to now that kind of filters through, I think. So we’re not just fetishist about this one time…“.

## Mitglieder „The Cassettes“
- Bobby Barry alias Monster Bobby – Gitarre
- Jon Falcone alias Jon Cassette – Bass
- Seb Falcone alias Seb Cassette – Keyboard
- Joe Beaumont alias Joe Cassette – Schlagzeug

## Diskografie

### Studioalben
| Jahr | Titel               | Höchstplatzierung, Gesamtwochen, AuszeichnungChartsChartplatzierungen (Jahr, Titel, Platzierungen, Wochen, Auszeichnungen, Anmerkungen) | Anmerkungen                         |
| Jahr | Titel               | UK | Anmerkungen                         |
| ---- | ------------------- | --- | ----------------------------------- |
| 2006 | We Are The Pipettes | UK41 (2 Wo.)UK | Erstveröffentlichung: 17. Juli 2006 |

Weitere Veröffentlichungen
- 2006: Meet The Pipettes (EP)
- 2010: Earth vs. The Pipettes

### Singles
| Jahr | Titel Album                                      | Höchstplatzierung, Gesamtwochen, AuszeichnungChartsChartplatzierungen (Jahr, Titel, Album, Platzierungen, Wochen, Auszeichnungen, Anmerkungen) | Anmerkungen                             |
| Jahr | Titel Album                                      | UK | Anmerkungen                             |
| ---- | ------------------------------------------------ | --- | --------------------------------------- |
| 2005 | Judy We Are The Pipettes                         | UK46 (2 Wo.)UK | Erstveröffentlichung: 25. August 2005   |
| 2005 | Dirty Mind We Are The Pipettes                   | UK63 (1 Wo.)UK | Erstveröffentlichung: 14. November 2005 |
| 2006 | Your Kisses Are Wasted on Me We Are The Pipettes | UK35 (2 Wo.)UK | Erstveröffentlichung: 27. März 2006     |
| 2006 | Pull Shapes We Are The Pipettes                  | UK26 (4 Wo.)UK | Erstveröffentlichung: 3. Juli 2006      |

Weitere Singles
- 2004: Pipettes Christmas Single
- 2005: I Like a Boy in Uniform (School Uniform)
- 2005: ABC
- 2010: Our Love Was Saved By Spacemen
- 2010: Stop the Music
- 2010: Call Me
- 2011: Boo Shuffle

Weitere
- 2005: Kiss Kiss Bang Bang
- 2006: Rough Trade Counter Culture Compilation 2005
- 2006: The Memphis Family Album